# Düsseltal
Düsseltal, früher auch Düsselthal, ist ein Stadtteil im Stadtbezirk 2 von Düsseldorf, der sich ursprünglich um ein Kloster herum entwickelte.
In der Bevölkerung wird der Stadtteil häufig Zooviertel, oder kurz Zoo genannt, entsprechend verweist der Name der S-Bahn-Station Düsseldorf-Zoo auf diesen häufiggenutzten Stadtteilnamen. Die Katasterbezeichnung lautet „Unterflinger Broich“. Düsseltal erstreckt sich über eine Fläche von 2,90 km² und hat aktuell (Dezember 2016) rund 28.100 Einwohner. Der Stadtteil ist vor allem bei Familien sehr beliebt: Ihr Anteil an der Stadtteilbevölkerung beträgt 16,5 Prozent.

## Geographie
Düsseltal liegt östlich von Derendorf und Pempelfort, südlich von Mörsenbroich, westlich von Grafenberg und nördlich von Flingern. Der Stadtteil wird durch die Bahnlinie Köln–Düsseldorf–Duisburg, die Grashofstraße, Heinrichstraße, Graf-Recke-Straße (östlicher Teil), Simrockstraße und die Grafenberger Allee begrenzt.

## Geschichte
Die Gegend zwischen Düsseldorf und dem bis ins 20. Jahrhundert selbstständigen Gerresheim war bis zur Industrialisierung dünn besiedelt. Lokaler Herrscher im Mittelalter war das Rittergeschlecht Hayc von Flingern. Die ältesten Gebäude Düsseltals sind die beiden Speckerhöfe sowie die Buscher Mühle (benannt nach Johannes de Buscho). Die Mühle wurde bereits zu Beginn des 14. Jahrhunderts erwähnt. Sie ist heute eine der wenigen erhaltenen, früher recht zahlreichen Getreidemühlen längs der Düssel.

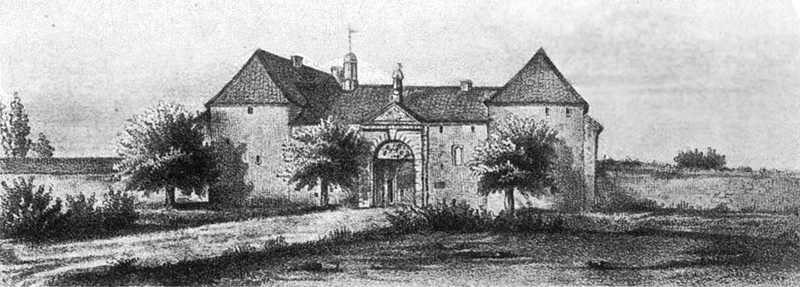
Kloster Düsselthal, aus dem die Rettungsanstalt Düsselthal für Waisenkinder hervorging, Foto von 1904

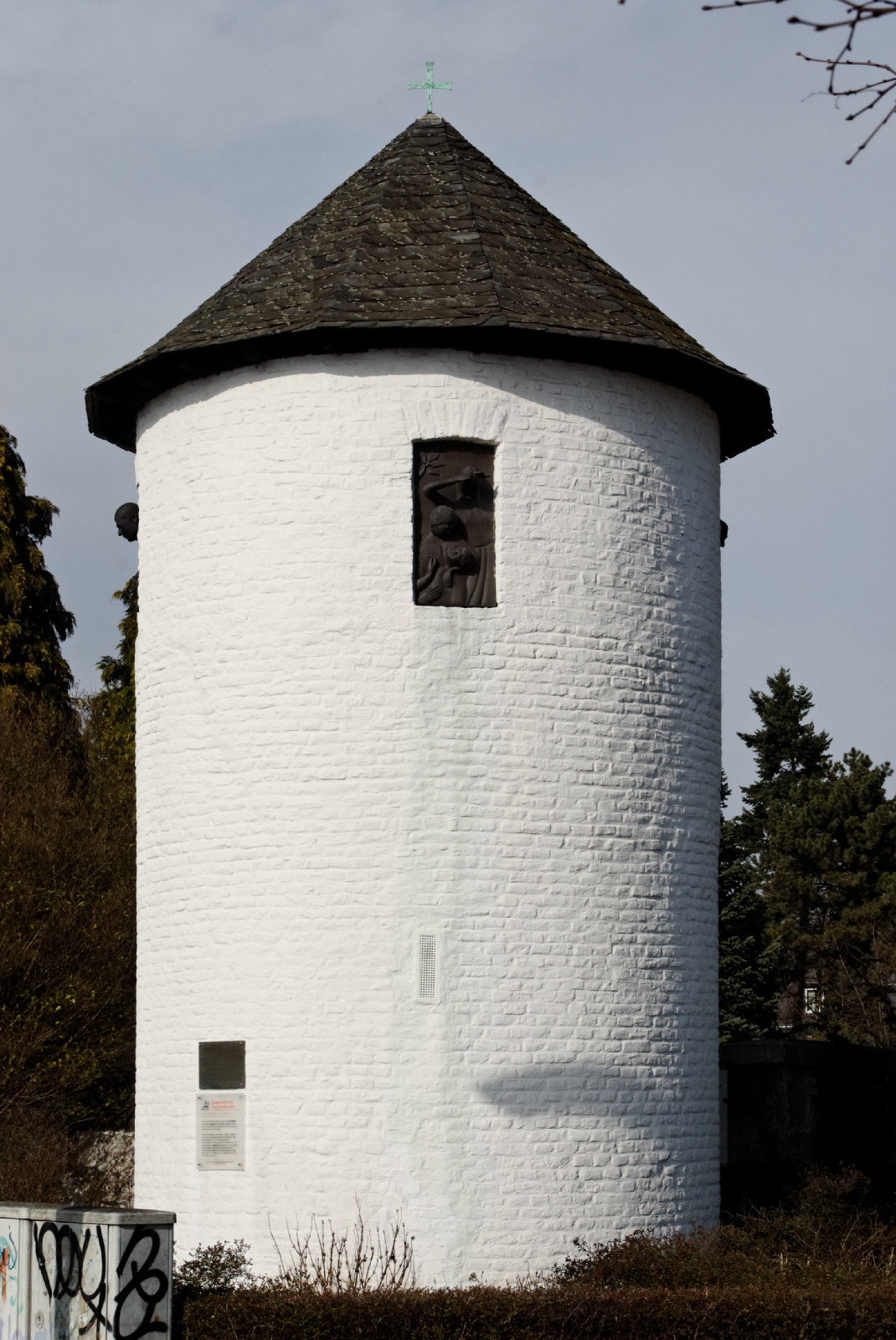
Hungerturm, Restgebäude des Klosters

1701 gründete die Abtei Orval in Düsseltal eine neue Klosteranlage. Adam von Daemen, ein Domherr von Köln, schenkte den Zisterzienser-Mönchen der Abtei Orval als Dank für die Neugründung noch im gleichen Jahr die Rheininsel Mönchenwerth, die südlich von Kaiserswerth lag. Diese Schenkung wurde durch den Kölner Erzbischof Joseph Clemens am 28. Oktober im gleichen Jahr und vom Deutschen Kaiser Joseph I. am 8. März 1707 bestätigt. Bedingt durch Überfälle und Hochwasser des Rheins sollte bereits wenige Jahre nach der Gründung des Klosters dieses wieder aufgegeben werden. Als der Kurfürst Jan Wellem von den Problemen erfuhr, schenkte er den Mönchen das Gelände des Speckerhofes für einen Neubau. Dieser Hof lag im Osten von Düsseldorf nahe Grafenberg. Der Domherr von Daemen spendete für diesen erneuten Klosterbau 3000 Reichstaler und mit dessen Errichtung wurde 1708 begonnen. 1714 wurde das Kloster zur Abtei erhoben. Die Mönche wurden im Hinblick auf das ehemalige Hofgelände zuerst auch Speckermönche genannt. Später änderte sich der Klostername in Düsselthal und wurde Namensgeber für den heutigen Stadtteil.
Wie viele Klöster wurde auch Düsselthal Anfang des 19. Jahrhunderts säkularisiert und am 6. Dezember 1804 versteigert. 1822 wurde das ehemalige Kloster von Graf Adelberdt von der Recke-Volmerstein für 45.000 Taler erworben, der in ihm an der heutigen Graf-Recke-Straße die Rettungsanstalt Düsseltal für Waisenkinder einrichtete. 1835 gründete der Graf in Düsseltal außerdem die erste Diakonissenanstalt der Welt.
Wenig bekannt ist, dass Graf von der Recke in seiner Düsselthaler Anstalt nachweislich ab 1837 eine Eau de Cologne Fabrik mit käuflich erworbener Rezept-Lizenz betrieben hat. In einer amtlich geprüften Bilanz von 1845 wird der Erlös auf 487 Thaler beziffert. Die gesamten Ausgaben dagegen belaufen sich seinerzeit auf 14138 Thaler, so dass der Beitrag an der Gesamtfinanzierung eher gering ausfällt. Das Düsseltaler Duftwasser aus der Destillationsfabrik der Rettungs-Anstalt setzt der Graf in einer europaweiten Spendenkampagne als Werbeträger ein, die sich an gutsituierte Unterstützer in bürgerlichen Mittel- und Oberschichten wendet. In Großbritannien arrangieren Unterstützer den Verkauf in Londoner Geschäften.
Auf dem Land der ehemaligen Speckerhöfe entstanden während der Industrialisierung die Gutehoffnungshütte und später die Maschinenbaufirma Haniel & Lueg, 1872 gegründet von Ludwig (Louis) Haniel, Franz Haniel und Heinrich Lueg. Heute erinnert noch der alte, unter Denkmalschutz stehende Uhrenturm an das Werksgelände der Eisengießerei. Hier gelangten die Arbeiter an der Grafenberger Allee in das Werk.

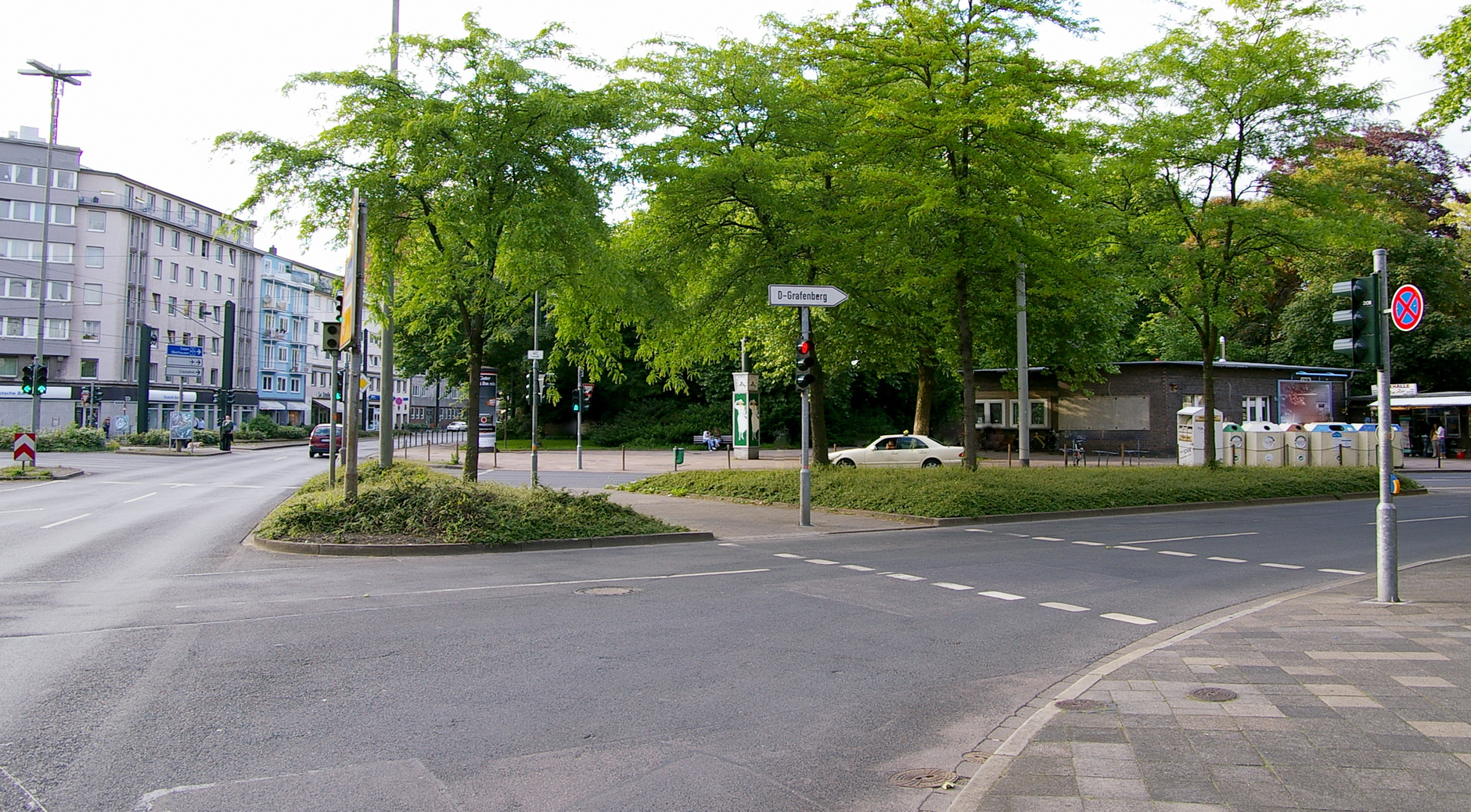
Eingang des heutigen Zooparks, Brehmplatz

Der häufig verwendete Name Zooviertel geht auf den Zoologischen Garten zurück, der sich von 1876 bis 1943 hier befand. Die Anregung zu einem Düsseldorfer Tierpark kam von dem bekannten Zoologen und Tierschriftsteller Alfred Brehm. Er war oft Gast des Düsseldorfer Tierschutzvereins Fauna, der den Zoologischen Garten gemeinsam mit dem städtischen Hofgärtner Heinrich Hillebrecht baute. Feierliche Eröffnung war am 31. Mai 1876. Der Zoologische Garten versank 1943 im Zweiten Weltkrieg in Trümmern. Bis 1987 war der Stadtteil dennoch Standort einer zoologischen Einrichtung; der gegenüber dem ehemaligen Zoo gelegene Luftschutzbunker beherbergte das Löbbecke-Museum und Aquarium mit Sammlungen zu „Zwei Milliarden Jahre Erdgeschichte“. Beide Einrichtungen zogen im Sommer 1987 in einen Neubau am Nordpark um, der Hochbunker wurde 2005 abgerissen und durch Wohnbebauung ersetzt.
Bedeutend für die Entwicklung dieses Stadtteils war auch die große Gewerbe-Ausstellung im Jahre 1880, die unter anderem von Kaiser Wilhelm I. besucht wurde. Mehr als 3000 Firmen stellten in 100 Hallen in Düsselthal aus, wofür die Grünanlagen in Anspruch genommen wurden.

## Düsseltal heute

### Sehenswürdigkeiten

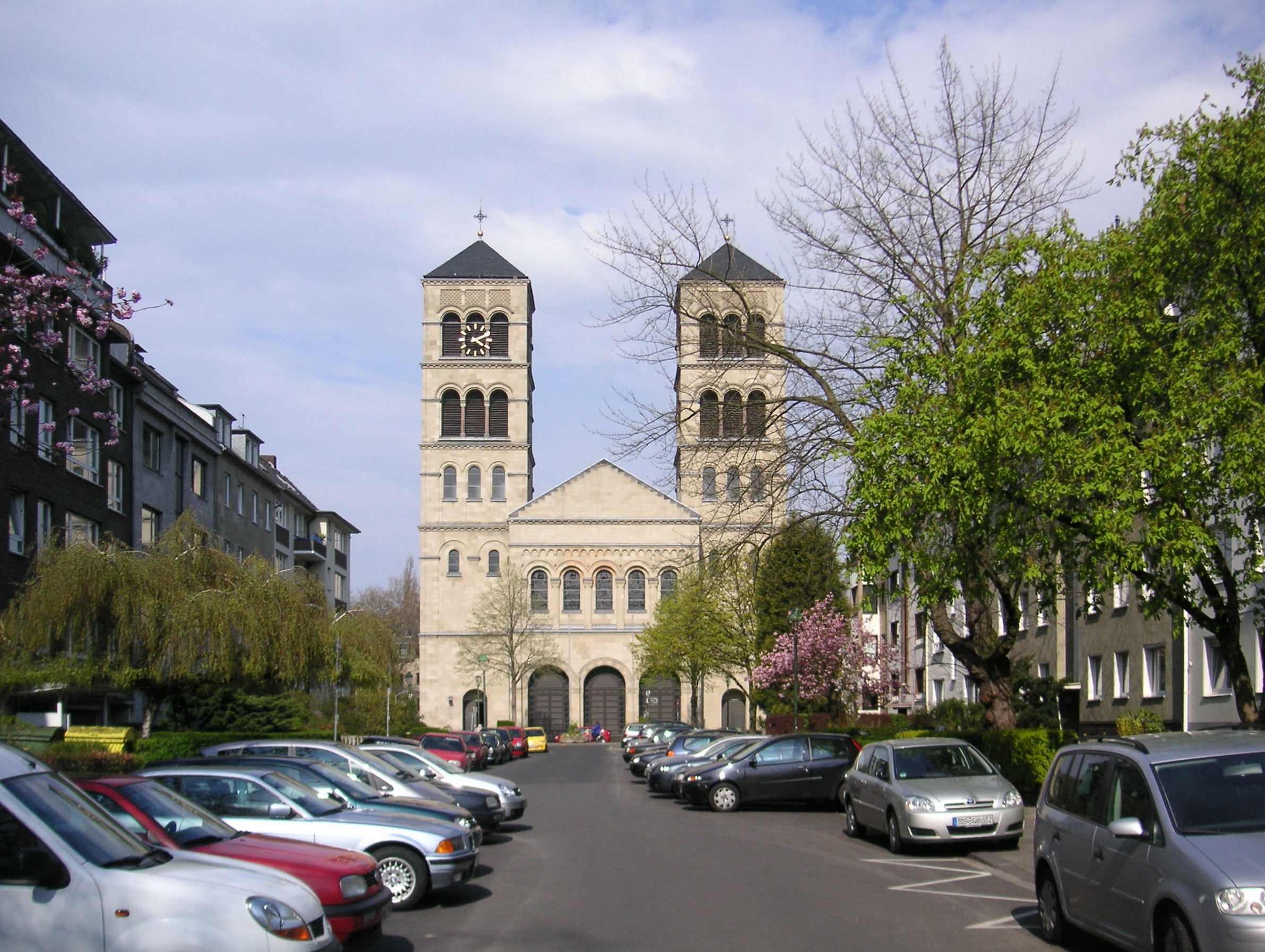
Pauluskirche und Paulusplatz

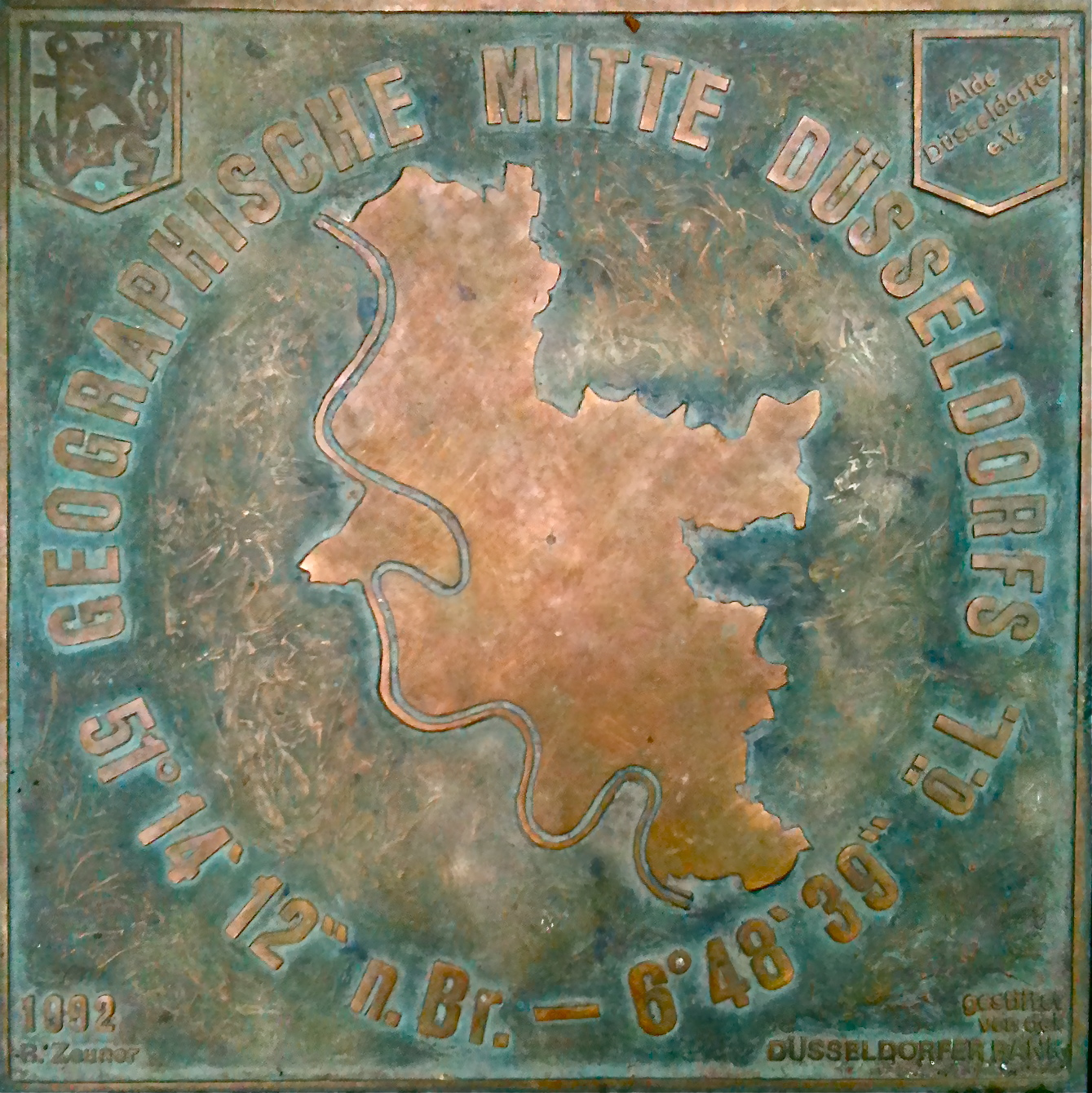
Bronzetafel – Mittelpunkt Düsseldorfs

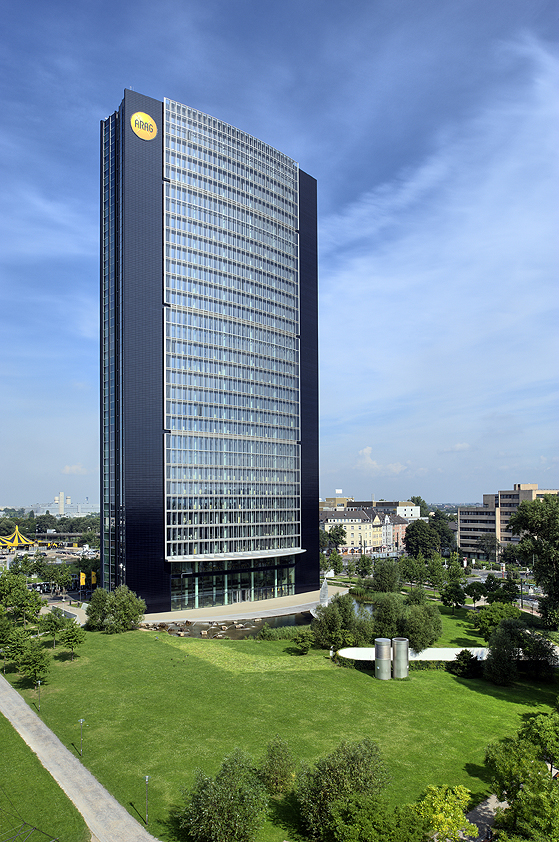
ARAG-Tower – mit 125 m höchstes Hochhaus Düsseldorfs (2010)

Das über die Stadtgrenzen bekannteste Bauwerk in Düsseltal dürfte das im Zoopark gelegene Eisstadion an der Brehmstraße sein, in dem die Eishockeymannschaft der DEG ihre größten Erfolge feierte.
Eins der ältesten Gebäude im Düsseltal ist die Buscher Mühle an der Mulvanystraße. Diese Wassermühle ist heute eine der wenigen erhaltenen, früher recht zahlreichen Getreidemühlen längs der Düssel.
Der Hungerturm an der Fritz-Wüst-Straße und der alte Klosterfriedhof auf der Max-Planck-Straße erinnern an das alte Trappistenkloster und die hier bis 1902 beheimatete Graf-Recke-Stiftung.
Des Weiteren ist die von Josef Kleesattel Anfang des 20. Jahrhunderts errichtete Pauluskirche im neoromanischen Stil sehenswert. Nach dem Krieg wurde die durch Bombardierungen teilweise zerstörte katholische Kirche in einer etwas anderen Bauweise in den Schiffen wieder errichtet.
Die evangelische Matthäikirche ist die erste Kirche in Düsseldorf, die eine Stahlskelettkonstruktion aufweist.
Die Melanchthonkirche an der Graf-Recke-Straße beeindruckte mit ihrem spielbaren Glockenspiel mit 40 Glocken und einem Gesamtgewicht von etwa sechs Tonnen. Das Glockenspiel befand sich im Außengerüst des Kirchturms auf 25 Meter Höhe. 2018 hat die Kirchengemeinde die Glocken verkauft.
Auf der Hans-Sachs-Straße befindet sich der geographische Mittelpunkt von Düsseldorf, der Punkt ist mit einer Bronzetafel gekennzeichnet.
Am Mörsenbroicher Ei steht der ARAG-Tower, die Zentrale des Versicherungskonzerns ARAG, mit 125 Metern das höchste Gebäude Düsseldorfs. Das Bürogebäude zeichnet sich durch vier Gartenetagen aus, die unter anderem zur Erholung dienen.

### Verkehrsanbindung und Infrastruktur

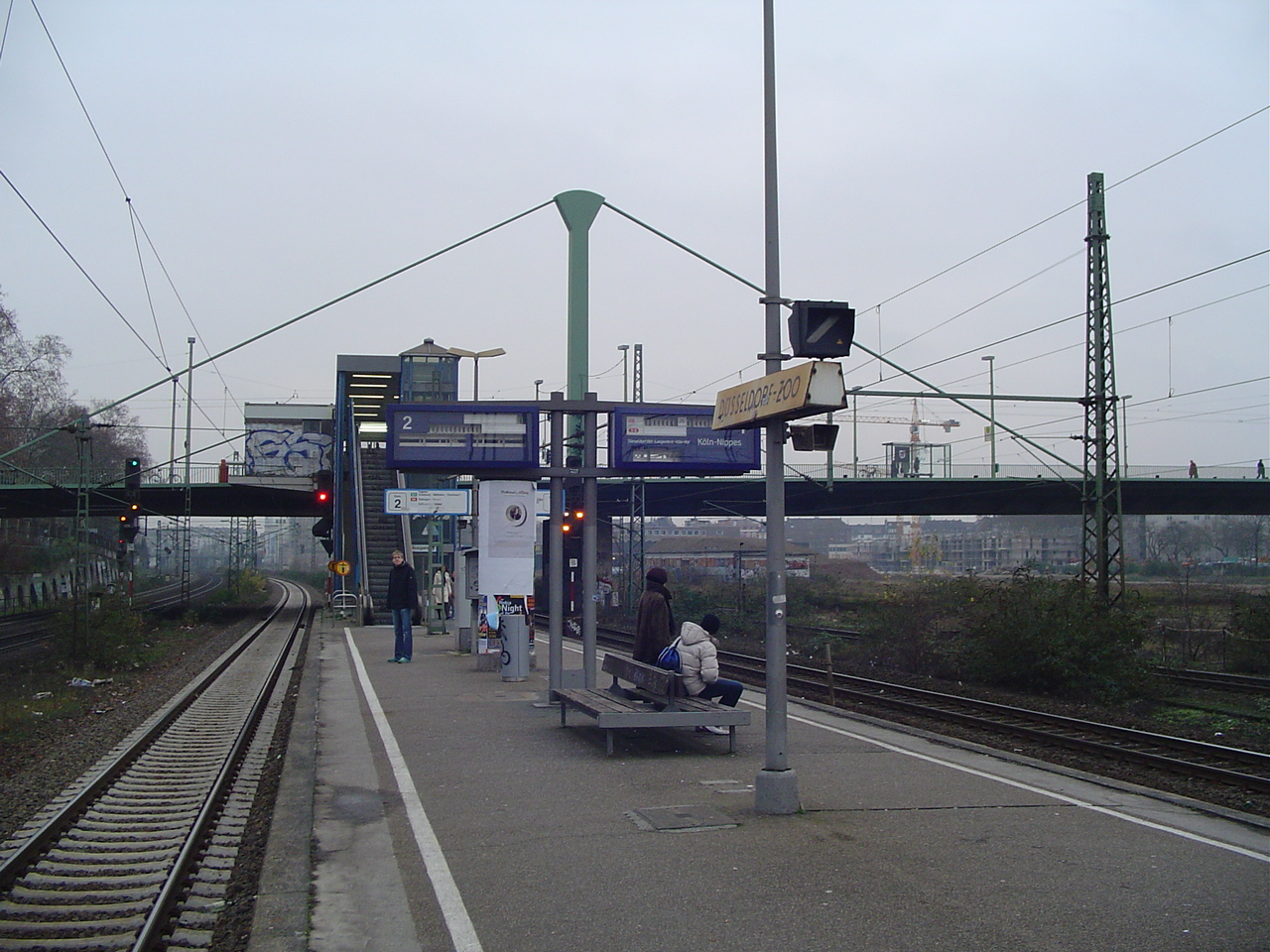
S-Bahnhof Düsseldorf-Zoo

Die S-Bahnhöfe Düsseldorf Zoo (gelegen im Stadtteil Pempelfort) und Düsseldorf Derendorf (gelegen im Stadtteil Derendorf) liegen unmittelbar hinter der Stadtteilgrenze. Von dort besteht eine Anbindung an den regionalen Zugverkehr. Die Straßenbahnlinien 706 (D-Hamm – Brehmplatz –  Am Steinberg),  708 (Heinrichstraße – Brehmplatz – Uhlandstraße – Hauptbahnhof – Polizeipräsidium) sowie die U71 der Stadtbahn (D-Rath – Heinrichstraße –  Brehmplatz –  Heinrich-Heine-Allee – Bilk-S – Benrath, Betriebshof) treffen sich am Brehmplatz. Die Brehmstraße gehört zu den großen Durchgangsstraßen Düsseldorfs. Im Süden wird der Stadtteil zudem durch die Grafenberger Allee begrenzt.
Die Rethelstraße ist eine Einkaufsstraße, die täglichen und mittleren Bedarf abdeckt. Benannt wurde sie am 16. Juli 1876 nach dem deutschen Historienmaler und Zeichner Alfred Rethel.

### Düsseltal als Wohnviertel
Düsseltal zählt zu den gehobenen Wohngegenden in Düsseldorf, besonders die Gegend um den Zoopark ist begehrt und entsprechend hochpreisig. In der Umgebung der Hans-Sachs-Straße gibt es viele villenartige Gebäude, die häufig Eigenheime sind. Auch Eigentumswohnungen sind in Düsseltal häufig. Die Mieten sind recht hoch – selbst für Düsseldorfer Verhältnisse.

## Bildung

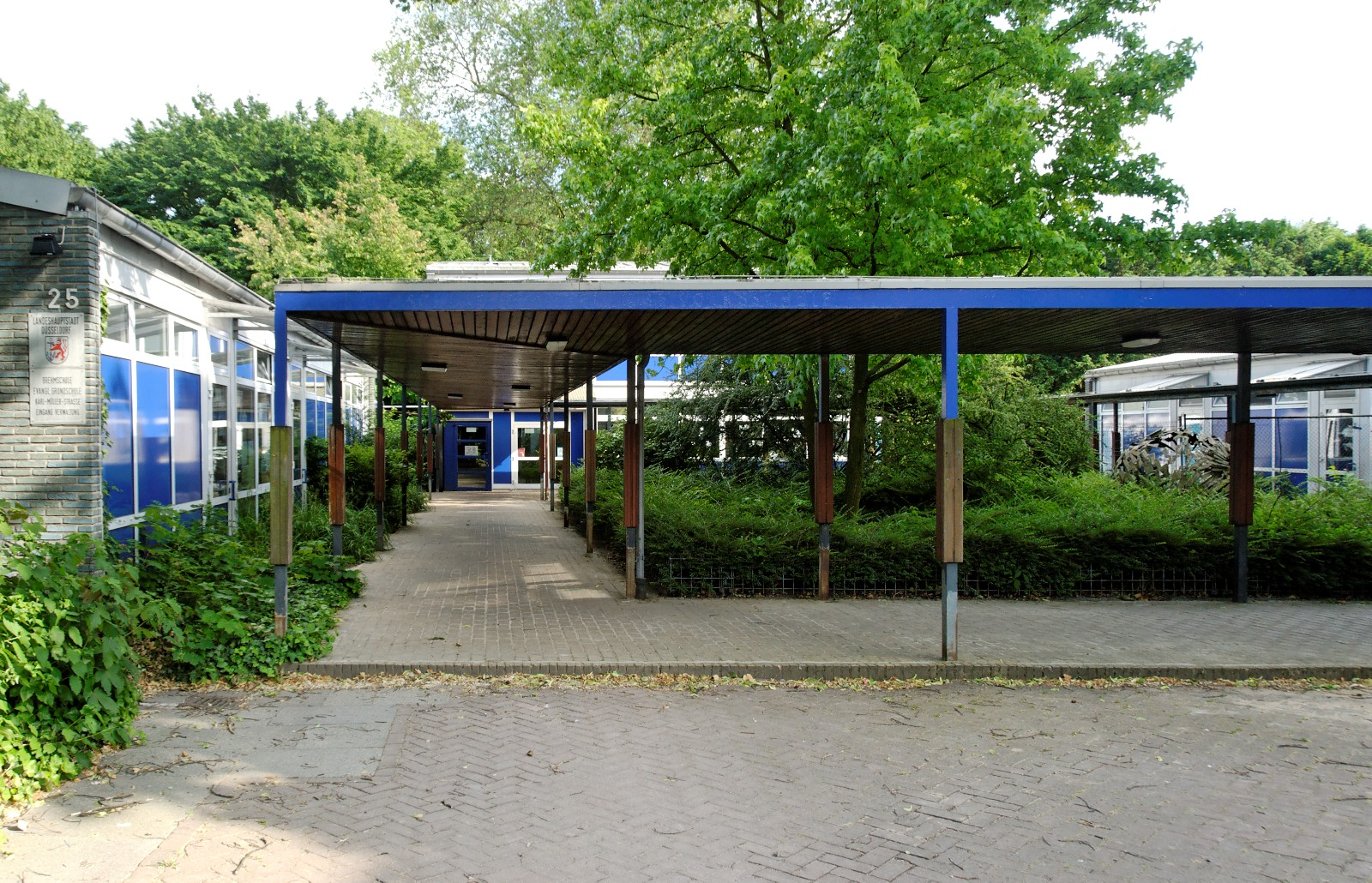
Brehmschule

Düsseltal verfügt auch über ein breites Angebot an Kinderbetreuung und Bildungseinrichtungen.
- Katholische Paulusschule
- Katholische Carl-Sonnenschein-Schule
- Evangelische Brehmschule, Karl-Müller-Straße
- Werner-von-Siemens-Realschule, Rethelstraße 13
- Goethe-Gymnasium
- Heinrich-Heine-Gesamtschule
- Französische Schule